# Brecht (Film)
Brecht ist ein zweiteiliger als Biopic und Dokudrama für das Fernsehen produzierter deutsch-österreichisch-tschechischer Spielfilm aus dem Jahre 2019. Er thematisiert das Leben und Wirken des Dramatikers und Lyrikers Bertolt Brecht. Der Film wurde nach dem Drehbuch von Heinrich Breloer und unter dessen Regie gedreht. Die Premiere fand auf der Berlinale 2019 statt.
Über Jahrzehnte hat Breloer mit Brechts Weggefährten, mit Frauen, Geliebten, Familienmitgliedern und Freunden, Verbündeten und Verstoßenen gesprochen, darüber ein Buch geschrieben und sein Leben verfilmt. „Ich werde der Welt zeigen, wie sie ist. Aber wie sie wirklich ist.“ Dieses Brecht’sche Programm wendet Breloer in seinem Dokudrama auf Brecht selbst an.
„Er hatte ein Klischee von sich aufgebaut. Eine Inszenierung von einem eisenharten Mann, der von nichts zu erschüttern war. Die dunkle Seite des Mondes, die wir nicht gesehen haben – die wollte ich kennenlernen. Weil ich mir sicher war, wenn man ihn auch als Leidenden sieht, versteht man das Werk“, sagt Breloer.

## Handlung
Im Vordergrund des Films stehen eher die zahlreichen Frauenbeziehungen (von Paula Banholzer über Marianne Zoff, Helene Weigel, Elisabeth Hauptmann, Ruth Berlau, Käthe Reichel, Regine Lutz bis zu Isot Kilian) als das dichterische und dramaturgische Werk. Der Begriff „episches Theater“ kommt nicht vor, dafür gibt es im zweiten Teil Probeszenen, in denen der Arbeitsprozess Brechts mit dem Berliner Ensemble verdeutlicht wird.
Die Jahre des Exils lässt Breloer aus. Breloer dazu:
Natürlich hätte ich auch gerne vom Exil erzählt. Das hätte aber ein ganz eigener Film werden müssen und dafür waren nicht das nötige Geld und die Sendezeit da. In meinem Roman zum Film aber kommt das Exil zur Sprache, besonders auch die Zeit mit Margarete Steffin.
Teil des Films ist der Bericht Martin Pohls, eines der Meisterschüler Brechts, der nach zwei Jahren Haft berichtet, wie er durch Schlafentzug gefoltert wurde und ein falsches Geständnis ablegte.

### 1. Teil
Darstellung von Brechts Augsburger, Münchener und Berliner Zeit vor dem Exil. „Ich komme gleich nach Goethe“, ruft der 17-jährige Augsburger Schüler seiner jungen Liebe Paula entgegen. Das letzte Genie wolle er werden. Seine Freunde lachen mit ihm über seine Anmaßung, und doch glauben sie dem schmächtigen, schüchtern wirkenden Brecht.

### 2. Teil
Der zweite Teil des Films handelt in erster Linie von der Zeit nach der Rückkehr Brechts aus dem Exil, seinem Leben und Schaffen in Ostberlin. U. a. zeigt er seine Verstrickung mit dem SED-Regime der DDR. 1953 plante z. B. das Zentralkomitee der SED, das Theater am Schiffbauerdamm an das Ensemble der Kasernierten Volkspolizei (das spätere Erich-Weinert-Ensemble) zu übergeben. Als Brecht davon erfuhr, legte er dagegen erfolgreich bei Otto Grotewohl Einspruch ein. Seit 1954 ist das Haus Spielstätte des 1949 von Helene Weigel und Brecht gegründeten Berliner Ensembles.

## Produktion
Produziert wurde der Film von der deutschen Bavaria Fiction, Koproduzenten waren die österreichische Satel Film und die tschechische MIA Film. Die Dreharbeiten fanden vom 30. Mai bis zum 28. Juli 2017 in Prag und Umgebung statt.

## Rechte
Barbara Brecht-Schall († 2015) war die Inhaberin aller Rechte an den Brecht-Stücken. Ihre grundsätzlich restriktive Vergabepraxis von Aufführungsrechten wurde mehrfach kritisiert, zudem legte sie bei Aufführungen besonderen Wert auf eine von ihr als originalgetreu bewertete Wiedergabe. Nach dem Tod Heiner Müllers erwarb sie dessen Anteile am Berliner Ensemble. Breloer dazu: Ich habe immer wieder mit Brechts Tochter Barbara Brecht-Schall verhandelt, was nicht leicht war. Das Projekt wäre fast daran gescheitert, ich will das hier im Einzelnen nicht erzählen.

## Kritiken
- In der Berliner Zeitung heißt es:

Ein Pfund sind allerdings die Interviews mit Freunden und Mitarbeitern Brechts, die Breloer für eine Dokumentation schon Ende der 70er-Jahre gedreht hat, darunter mit Brechts Augsburger Geliebten Paula Banholzer, mit der er einen Sohn hatte, oder mit dem Dichter Martin Pohl, der von der SED zu einer Zeit inhaftiert und gefoltert wurde, in der für Brecht der Stalinpreis noch als Krönung seines Schaffens galt.
und
Zeitgeschichte im Digest, die Ikone B.B. im Spiegel tränennasser Frauenaugen und seiner politischen Ideologie sowie jede Menge Ausstattungsfetischismus und holzgeschnitzte Dialog entlang der zu erwähnenden Themen: Schulfernsehen, wenn man so will, mit einem Hauch von Frivolität.
- In der Nachtkritik heißt es:

Auch von Brechts politischer Entwicklung bekommt man im ersten Teil kaum etwas mit. Es ist ein rasender Ritt durch die Geschichte der Zwischenkriegszeit und wer nicht ganz sattelfest ist, wird schon bald nichts mehr verstehen. Schon gar nicht, wie das Sein Brechts Bewusstsein bestimmt.
und
Zuletzt sieht man Brecht an der Inszenierung von "Galileo Galilei" arbeiten, der abschwört und sein Wissen an die Herrschenden verrät, um zu überleben. Die Anderen sagen, er habe seine Hände befleckt, Galileo aber antwortet: "Besser befleckt als leer". Breloer fragt B.K. Tragelehn, ob er meint, Brecht hätte gewusst, dass er hier über sich selbst schrieb. Und Tragelehn antwortet, es gäbe zweierlei Wissen – ein intellektuelles Wissen und ein Wissen der Kunst. Und: "Na ja – er hats geschrieben, nicht?"